# Дмитренко Наталія Євгенівна
Дмитренко Наталія Євгеніївна  (20 жовтня 1972, Мічурінськ, Тамбовська область) — українська майстриня килимарства, член Національної спілки художників України.

## Біографія
Дмитренко Наталія Євгеніївна народилася 20 жовтня 1972 року в родині художників Лариси та Євгена Пілюгіних. Постійний учасник Міжнародного етно-фестивалю «Країна мрій» (м. Київ), виставок-ярмарків у музеї архітектури та побуту України(Пирогів), виставок-ярмарок у музеї Івана Гончара, Національного сорочинського ярмарку, обласного фестивалю «Решетилівська весна». Брала участь у Всеукраїнській культурно-мистецькій, суспільно-політичній акції «Рушник національної єдності» (2007) та «Рушник полтавської родини» (2008).

## Освіта
1988 року закінчила Решетилівське художнє професійно-технічне училище. Освоїла майстерність створення традиційних та тематичних гобеленів, килимових виробів, що зачаровують красою, українською самобутністю та неповторністю, навіюють думки про історичне минуле України і роздуми про її майбутнє, відтворюють родинні традиції.
1994 року закінчила Київський художньо-промисловий технікум.
2008 року закінчила Полтавський національний педагогічний університет імені Володимира Короленка.

## Трудова діяльність
У 1995—1998 роках працювала в архітектурно-художньому фонді «АРТ» при адміністрації Президента України, де виконувала гобелени за ескізами художників Андрія Чебикіна, Станіслава Адаменка, Марії Ралко.
2005—2006 рр. працювала художником по килимарству на Решетилівській фабриці художніх виробів ім. Клари Цеткін.
З 2007 року — науковий співробітник у Полтавському художньому музеї (галереї мистецтв) імені Миколи Ярошенка.

## Роботи майстрині
Твори знаходяться у Полтавському художньому музеї (галереї мистецтв) імені Миколи Ярошенка — гобелени «Соняшники», «Писанковий світ», Сімферопольському художньому музеї — гобелен «Маки», гобелен «Архистратиг Михаїл» придбаний дипломатичним корпусом України в дарунок Папі Римському Іоану Павлу II, ниточкова іграшка «Кінь» у Полтавському літературно-меморіальному музеї Панаса Мирного.

## Досягнення
2007 року — лауреат обласної премії І. П. Котляревського.
З 2008 року — член Національної спілки художників України. Творчо працює над створенням килимів та народних іграшок-мотанок.
Брала участь у багатьох Всеукраїнських та міжнародних виставках народного і декоративно-ужиткового мистецтва.